# Uncinia
Uncinia é um género botânico pertencente à família Cyperaceae.
O gênero apresenta aproximadamente 135 espécies.

## Principais espécies
- Uncinia leptostachya
- Uncinia phalaroides
- Uncinia phyllostachya
- Uncinia obtusifolia
- Uncinia rubra
- Uncinia uncinata
- Uncinia zotovii
- «PPP-Index Lista completa»